# 자기권

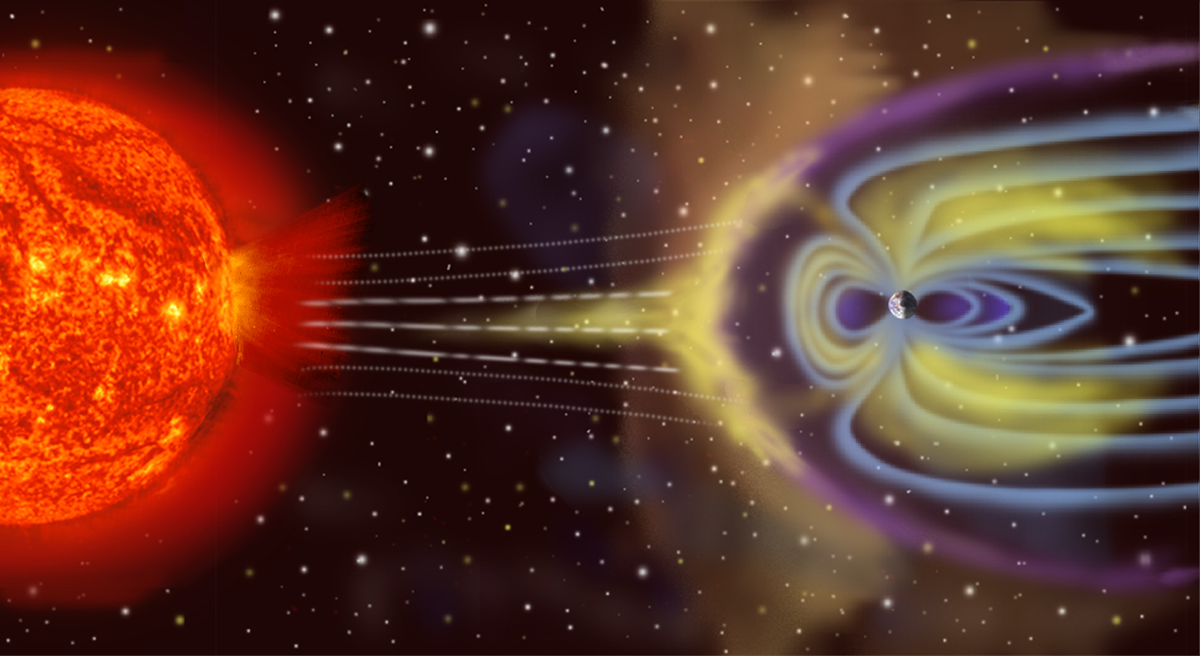

자기권(磁氣圈, Magnetosphere)은 천체의 자기장에 의해 제어되는 하전입자들이 있는 천문학적 천체 근처 공간의 영역이다. 천체의 표면근처에서, 자기장선은 자기쌍극자와 비슷하다. 표면으로부터 멀리에 있는, 자기장선은 플라즈마에서 흐르는 전류에 의해 상당히 왜곡된다.(e.q. 이온권 또는 태양풍) 지구에 대해서 말할 때, 자기권은 일반적으로 이온권의 외각층을 나타나는데 사용되고, 그러나 일부 소스들은 이온권과 자기권이 분리되도록 고려한다.

## 역사
지구의 자기권의 연구는 William Gilbert가 지구의 표면위의 자기장이 작은 인공소지구의 자화권과 비슷하다는 것을 발견했을 때인 1600년에 시작되었다. 1940년대에, Walter M. Elsasser가 지구의 자기장이 지구의 철의 외핵(iron outer core)의 움직임의 결과로보는 'dynamo 이론'의 모델을 제안했다. 자기계의 사용을 통해, 과학자들은 시간과 위도, 경도의 함수로 지구의 자기장의 변화를 연구할 수 있었다. 1940년대 후반부터, 로켓이 우주선(cosmic rays)를 연구하는데 사용되기 시작하였다. 1958년, space missions의 첫번째 Explorer 시리즈인 Explorer1이 대기권위의 우주선의 강도와 이 활동의 변동을 측정하기 위해서 발사되었다. 이 임무는 Van Allen radiation belt(지구의 자기권의 내부지역에 위치한)의 존재를 관측하였고, 후에 Explorer 3 미션은 이 것의 존재를 명확하게 증명하였다. 또한 1958년, Eugene Parker는 태양풍(solar wind)의 아이디어를 제안했다. 1959년, 자기권이란 용어는 Thomas Gold에 의해 제안되었다.1961년에 Explorer12 미션은 Caholl 과 Amazeen가 1963년 정오 자오선(noon meridian) 근처의 자기장의 세기가 갑작스런 감소한것을 이끌어냈고, 이는 후에 자기권계면이라 명명되었다. 1983년, International Cometary Explorer가 자기권꼬리를 관측하였고, 또한 멀리있는 자기장을 관측하였다.

## 자기권의 형태
자기권의 구조와 동작은 몇몇 변수에 의존한다 : 천문학적 천체의 유형, 플라즈마와 운동량의 원천의 유형, 천체회전 주기, 천체회전축의 성질, 자기쌍극자의 축, 태양풍의 흐르는 속도와 방향과 세기.
지구가 태양풍압력을 견딜수있는 거리를 Chapman-Ferraro 거리라고 부른다. 이것은 다음과 같은 공식에 의해 모델화되었다. {\displaystyle R_{P}}는 행성의 반경에 해당하고,{\displaystyle B_{surf}}는 적도에서 행성의 표면 자기장에 해당하고, {\displaystyle V_{SW}}는 태양풍의 속도에 해당한다.
{\displaystyle R_{CF}=R_{P}\left({\frac {B_{surf}^{2}}{\mu _{0}\rho V_{SW}^{2}}}\right)^{\frac {1}{6}}}
{\displaystyle R_{CF}\gg R_{P}}일 때 또는 천체의 자기장이 태양풍의 흐름에 반대 방향일 때 자기권은 "intrinsic(고유 자기권)"으로 분류된다. 수성, 지구, 목성, 토성, 천왕성, 해왕성이 "intrinsic(고유 자기권)" 의 특징을 보인다. {\displaystyle R_{CF}\ll R_{P}}일 때, 태양풍이 천체의 자기장을 향하지 않을 때 자기권을 "induced(유도 자기권)"으로 분류한다. 이 경우, 태양풍이 행성의 이온권과 대기권과 상호작용한다.(또는 만약 행성이 대기권이 없다면 행성의 표면과 상호작용한다. 금성은 "induced(유도 자기권)"을 가지고 있다. 이것이 금성에서 내부 dynamo effect가 없는 것으로 보이기 때문에, 나타나는 유일한 자기장이 금성의 물리적장애물 주위의 태양풍 덮게에 의해 형성되었다는 것을 의미한다.
{\displaystyle R{CF}\approx R_{P}}일 때, 행성 자체와 그것의 자기장은 둘다 기여한다(both contribute). 화성이 이러한 유형이라고 말할 수 있다.

## 구조

자기권의 구조모형. 1) Bow shock. 2) Magnetosheath. 3) Magnetopause. 4) Magnetosphere. 5) Northern tail lobe. 6) Southern tail lobe. 7) Plasmasphere.

### 활모양충격파

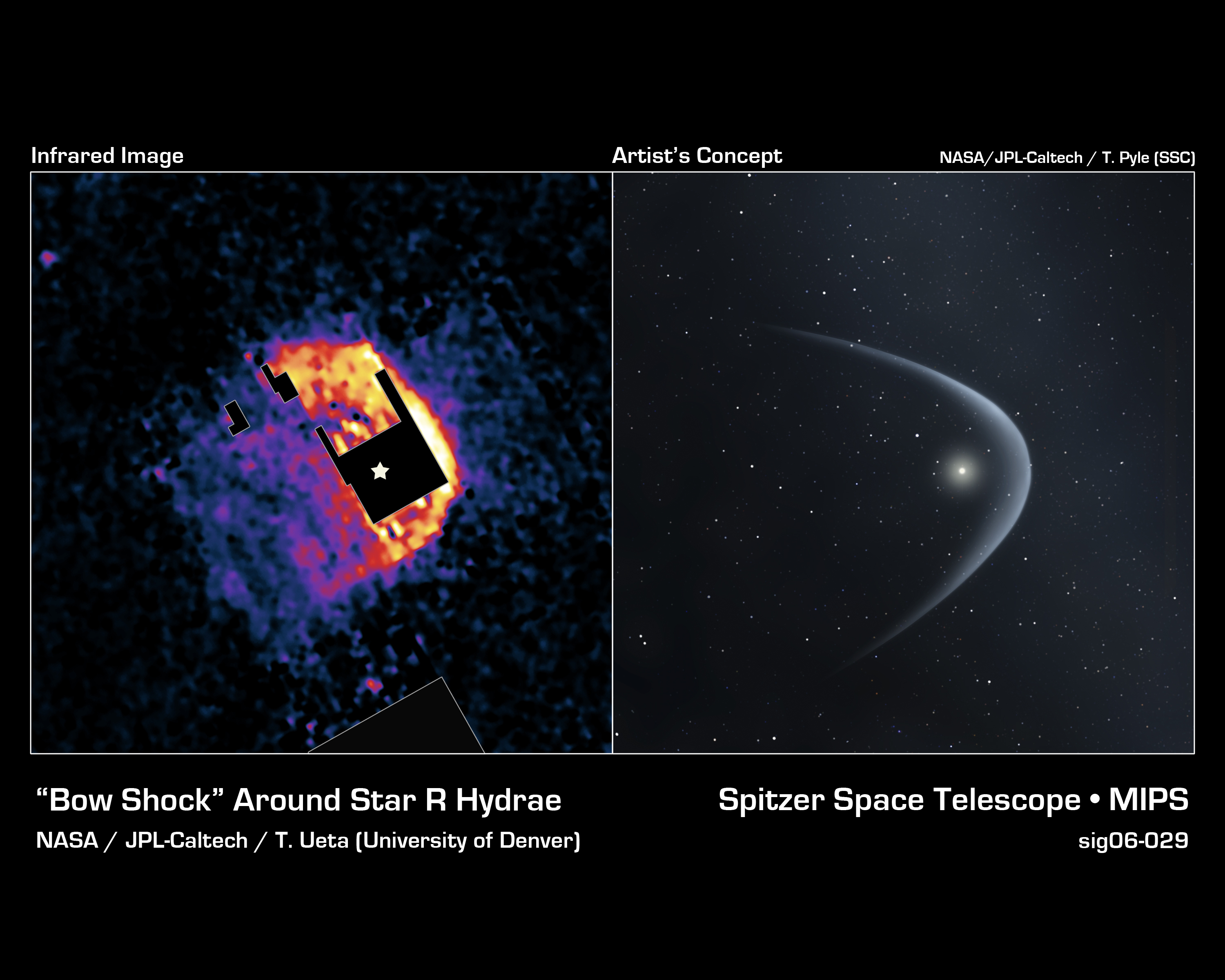
Infrared image and artist's concept of the bow shock around R Hydrae

활모양충격파는 자기권의 최외각층을 형성한다 : 자기권과 주변의 물질(ambient medium) 사이의 경계이다. 별의 경우, 이것은 일반적으로 항성풍과 성간물질사이의 경계이다; 행성의 경우, 태양풍이 자기권계면에 근접할 때 태양풍의 속도가 갑자기 떨어지는 곳의 경계이다.

### 자기권외피층
자기권외피층(magnetosheath)은 bow shock와 자기권계면사이의 자기권영역이다. 이것은 자기권으로부터 작은양의 플라즈마를 포함하고 있지만,주로 충격을 받은 태양풍에 의해 형성된다. 이곳은 자기장의 방향과 크기가 불규칙하게 변화하는 높은 입자에너지 플럭스를 나타내는 영역이다. 이것은 효과적으로 "열중성자화(thermalization)"를 겪은 태양풍가스의 무리에 의해 야기된다. 태양풍의 흐름으로부터의 압력을 천체의 자기장의 베리어로 전송하는 쿠션같은 역할을 한다.

### 자기권계면
자기권계면(Magnetopause)은 행성의 자기장 압력이 태양풍의 압력과 균형을 이루는 자기권의 영역이다. 이곳은 자기권외피층에 충격된 태양풍과 자기권에서 플라즈마와 천체의 자기장의 집합이다.이러한 양쪽 면들의 집합이 자화된 플라즈마를 포합하기 때문에, 이들간의 상호작용은 매우 복잡하다. 자기권계면의 구조는 자기장 뿐만아니라 마하수와 플라즈마의 베타에 의존한다. 자기권계면은 태양풍의 압력이 변동할 때 크기와 모양이 변한다.

### 지자기꼬리
압축된 자기장맞은편(Magnetotail)이 지자기꼬리이다. 이 지역은 자기권이 천체를 훨씬넘어서 확장된다. 이곳은 남쪽꼬리lobe(southern tail lobe)와 북쪽꼬리lobe(northern tail lobe)라 불리는 2개의 lobe를 가지고있다. 북쪽꼬리lobe 끝점은 천체를 향하고 남쪽꼬리lobe 끝점은 바깥을 향한다. 꼬리lobe는 태양풍의 흐름을 반대할 수 있는 매우 적은 수의 하전입자와 함께 거의 비어있다. 두개의 lobe는 자기장이 더 약하고 하전입자의 밀도가 더 높은 플라즈마 시트에 의해 분리된다.

### 지구의 자기권

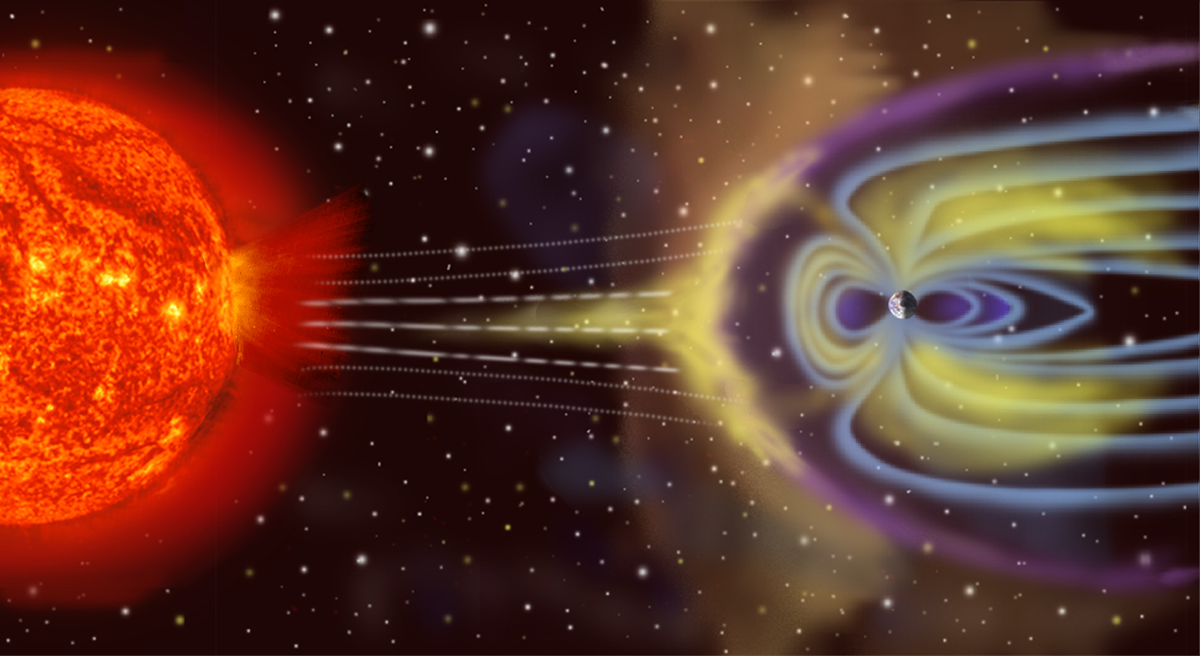
Artist's rendition of the Earth's magnetosphere

Diagram of the Earth's magnetosphere

지구의 적도에 걸쳐서, 자기장선은 거의 수평이되고, 그다음 고위도로 다시 연결되기 위해 돌아간다. 그러나 고위도에서, 자기장은 태양풍과 태양풍의 태양자기장에 의해 크게 왜곡된다. 지구의 햇빛이 비추는면(dayside)에서 자기장은 태양풍에 의해서 약 65,000km(40,000마일)의 거리까지 상당히 압축된다. 지구의 bow shock는 약 17km(11마일)의 두께를 가지고 지구로부터 약 90,000km(56,000마일)에 위치한다. 자기권계면은 지구의 표면에 떨어서 수백km 떨어진거리에 존재한다. 지구의 자기권계면은 태양풍으로부터의 입자가 지구로 들어올 수 있게 하는 '체'로 비교되었다. 자기권에서 다른속도로 거대한 플라즈마의 소용돌이가 자기권의 가장자리를 따라서 이동할 때 Kelvin-Helmholtz 불안정성들이 일어난다. 이것은 자기장선이 끊어지고 재연결되는 것 같은 자기 재접속(magnetic reconnection)을 야기시키고, 태양풍입자들은 자기권으로 들어갈수있게 한다. 지구의 빛이 비추지 않는면(nightside)에서, 자기장은 6,300,000km(3,900,000마일)이상의 길이에 지자기꼬리로 연장한다. 지구의 지자기꼬리는 극지방 오로라의 주된 요소이다. 또한, NASA의 과학자들은 지구의 지자기꼬리는 dayside와 nightside의 전위차를 만듦으로써 달에 "먼지 폭풍"을 일으킬 수 있다고 제안 또는 "추측"했다.

### 기타
목성의 자기권은 nightside에서 거의 토성의 궤도에 이르고, dayside에서 7,000,000km(4,300,000마일)까지 확장되는 태양계에서 가장 큰 행성 자기장이다. 목성의 자기권은 지구의 자기권보다 한자릿수더 강하고, 목성의 자기모멘트는 지구의 자기모멘트보다 거의 18,000배 더 크다.

## 같이 보기
- 플라스마